# 412 Elisabetha
412 Elisabetha è un asteroide della fascia principale del diametro medio di circa 90,96 km. Scoperto nel 1896, presenta un'orbita caratterizzata da un semiasse maggiore pari a 2,7625567 UA e da un'eccentricità di 0,0405800, inclinata di 13,77747° rispetto all'eclittica.
Il suo nome è probabilmente dedicato a Elise Wolf, madre dello scopritore.